# エミリオ・エステベス・ツァイ
エミリオ・エステベス・ツァイ（Emilio Estevez Tsai、1998年8月10日 - ）は、カナダ・トロント出身のサッカー選手。チャイニーズタイペイ代表。ポジションはMF。

## 経歴

### クラブ
シェリダン大学を卒業後、カナダ・プレミアリーグのクラブを転々とし、2019シーズンに所属したヨーク9FCでのプレーが評価され、2020年5月12日、エールディヴィジのADOデン・ハーグに移籍し、1年＋1年延長オプション付きの契約を結んだ。
2021年、スペイン4部のオウレンセCFに移籍。
2022年10月、香港プレミアリーグの東方足球隊に加入。2023年6月に退団した。

### 代表
2018年よりチャイニーズタイペイ代表のトレーニングに参加し、2019年2月にソロモン諸島代表と戦うチャイニーズタイペイ代表に初招集された。しかし、怪我により招集に応じず、10月15日のオーストラリア代表戦で代表デビューを果たした。

## 人物
- スペイン人の父と中華民国（台湾）出身の母の下、カナダのトロントで生まれたため、3か国のパスポートを保持している[5]。